# フジテレビ日曜8時枠の連続ドラマ
フジテレビ日曜8時枠の連続ドラマ（フジテレビにちようはちじわくのれんぞくドラマ）は、かつて7期に渡ってフジテレビ系列の日曜20時台に放送されたテレビドラマの枠である。
放送時間（JST）は、『ふたりぼっち』までは20:00 - 20:30だったが、『勢ぞろい珍街道』以降は20:00 - 20:56となった。ただし『ひばり・与一の花と剣』は20:00 - 20:45で放送された。

## 歴史
- 1972年以降は『オールスター家族対抗歌合戦』『ダウンタウンのごっつええ感じ』『笑う犬シリーズ』といった人気バラエティ番組を放送していたこの枠も、かつてはドラマを放送、しかもフジテレビが開局したその日に始まった。
- 初期は丹波哲郎主演『トップ屋』などといった30分作品、その後はオールスター物を放送していたが、歌謡番組や映画番組で度々中断となり、やがては、かつてこの裏で放送されていた『泣いてたまるか』の主演者である渥美清を主演にした作品を放送する事もあった。
- その後1971年4月4日に、やはりかつて裏で放送されていた『若い季節』のオマージュ作品『オレンジの季節』を放送し、人気を上げるが、次作『一心太助』は振るわず、終了と同時にこの枠のドラマは事実上終了、以後2015年現在に至るまで、バラエティ番組（稀に情報番組）を継続し、2023年現在は『千鳥の鬼レンチャン』というバラエティ番組枠が放送されている。

## 作品リスト

### 第1期
- うちのママは世界一（1959年3月1日〜6月28日） - ここから20:00 - 20:30。
- 十六文からす堂（1959年7月5日〜8月2日）
- 百万弗貰ったら（1959年8月9日〜12月6日）
- ちゃらんぽら人生（1959年12月13日〜1960年1月3日）
- ピカ助捕物帳（1960年1月10日〜1月24日）
- トップ屋（1960年1月31日〜6月26日）

### 第2期
- ふたりぼっち（1963年4月21日〜9月29日） - 土曜16:10へ移動。ここまで20:00 - 20:30。

### 第3期
- 勢ぞろい珍街道（1964年6月14日〜10月4日） - この後東京オリンピック中継を放送。
- 戦国群盗伝（1964年10月25日〜1965年4月18日）
ドラマ中断。この間はつなぎ番組『春の歌謡まつり』（この後単発ドラマ）、音楽番組『テレビ電話リクエスト』『花形歌手東西歌合戦』を放送。

### 第4期
- 勢ぞろい清水港（1966年7月〜10月9日） - ここまで20:00 - 20:56。
- ひばり・与一の花と剣（1966年10月16日〜1967年4月9日） - これのみ20:00 - 20:45。
- うちの大物（1967年4月16日〜9月24日） - 再び20:00 - 20:56。
ドラマ中断。この間は映画番組『日曜映画劇場（第1期）』（19:30 - 20:56）を放送。

### 第5期
- 風来坊（1968年10月6日〜1969年1月26日） - この後『日曜映画劇場（第2期）』（19:30 - 20:54）を放送。
- 渥美清の父ちゃんがゆく（1969年4月6日〜6月29日）
- すかぶら大将（1969年7月〜9月）
ドラマ中断。この間は音楽番組『サンデーヒットショー→56分待ッタナシ!』を放送。

### 第6期
- 壮烈 第7騎兵隊（1970年1月〜3月） - 海外作品。
ドラマ中断。この間はバラエティ番組『祭りだ!ワッショイ!→新・祭りだ!ワッショイ!』を放送。

### 第7期
- オレンジの季節（1971年4月4日〜9月19日）
- 一心太助（1971年10月3日〜1972年3月26日）